# Інгульський степ
«Інгульський степ» — український альманах (збірник) з історії, краєзнавства, родоводу, джерел. Видається щорічно з 2016 року.
В історико-краєзнавчому альманасі «Інгульський Степ» друкуються статті істориків, краєзнавців, архівістів та генеалогів, які займаються міжріччям річок Бугу і Дніпра. Видання безкоштовно розповсюджується по історико-краєзнавчих музеях, бібліотеках, провідних університетах та наукових інституціях України та інших країн.
7-й випуск альманаху присвячено світлій пам'яті історика, краєзнавця, кандидата економічних наук, громадського діяча — Анатолія Пивовара (1958—2022), який був його постійним автором.
Видавець і редактор — Владислав Сердюк, лауреат літературно-наукової премії Воляників-Швабінських фундації Українського вільного університету (2018) за збірник «Інгульський степ».
2019 року започаткована премія редакції збірника «Інгульський степ» за значний внесок у розвиток історичного краєзнавства Степової України (з 2023 — Премія ім. А. В. Пивовара). Першим лауреатом премії став відомий краєзнавець, заслужений працівник культури України Іван Петренко. Лавреати наступних років — Лариса Левченко, Віктор Маруценко, Олександр Мельник, Олександр Харлан, Олексій Паталах.